# John Glen
John Glen (Sunbury-on-Thames, 15 maggio 1932) è un regista e montatore britannico, principalmente noto per essere un componente della squadra dei film di James Bond degli anni ottanta.

## Biografia
John Glen è stato un componente della squadra di James Bond del produttore Albert R. Broccoli titolare della EON Productions, produttrice di tutti i film di James Bond, dapprima come montatore e regista della seconda unità e successivamente come regista di ben cinque film della serie, tutti degli anni ottanta.

## Filmografia parziale

### Produttore
- Petroleum Spirit, regia di Rob Sanders (2015)

### Regista

#### Cinema
- Solo per i tuoi occhi (For Your Eyes Only, 1981)
- Octopussy - Operazione piovra (Octopussy, 1983)
- 007 - Bersaglio mobile (A View to a Kill, 1985)
- 007 - Zona pericolo (The Living Daylights, 1987)
- 007 - Vendetta privata (Licence to Kill, 1989)
- Air Force - Aquile d'acciaio (Aces: Iron Eagle III, 1991)
- Cristoforo Colombo - La scoperta (Christopher Columbus: The Discovery, 1992)
- The Point Man - Creato per uccidere (The Poin Man, 2001)
- The Streets of San Francisco - Deleted Footage – cortometraggio documentario direct-to-video (2006)
- The Living Daylights: Deleted Scenes with Introductions by Director John Glen – cortometraggio documentario direct-to-video (2006)
- The Ice Chase Outtakes: Deleted Footage – cortometraggio documentario direct-to-video (2006)
- Licence to Kill: Deleted Scenes with Director John Glen – cortometraggio documentario direct-to-video (2006)
- For Your Eyes Only: Expanded Angles – cortometraggio documentario direct-to-video (2006)
- For Your Eyes Only: Deleted Scenes – cortometraggio documentario direct-to-video (2006)
- A View to a Kill: Alternate and Expanded Angle Scenes with Director John Glen – cortometraggio documentario direct-to-video (2006)

#### Televisione
- Agente segreto (Man in a Suitcase) – serie TV, episodio 1x19 (1968)
- Bandiera a scacchi (Checkered Flag) – film TV (1990)
- Space Precinct – serie TV, 8 episodi (1994-1995)

#### Videoclip
- A-ha The Living Daylights (1987)

### Regista della seconda unità
- Agente 007 - Al servizio segreto di Sua Maestà (On Her Majesty's Secret Service) (1969)
- La spia che mi amava (The Spy Who Loved Me) (1977)
- Moonraker - Operazione spazio (Moonraker) (1979)